# Notzingen
Notzingen är en kommun och ort i Landkreis Esslingen i regionen Stuttgart i Regierungsbezirk Stuttgart i förbundslandet Baden-Württemberg i Tyskland.
Kommunen ingår i kommunalförbundet Verwaltungsgemeinschaft der Stadt Kirchheim unter Teck tillsammans med kommunerna Dettingen unter Teck och Kirchheim unter Teck.